# Nicrophorus funerarius
Nicrophorus funerarius là mộ loài bọ cánh cứng được miêut ả bởi Weigel năm 1808.